# Маккрири, Скотти
Скотти Маккрири (англ. Scott Cooke McCreery) — американский кантри-певец, автор-исполнитель. Лауреат и номинант нескольких музыкальных премий, в том числе ACM Awards и CMT Music Awards в категории «Лучшая новый исполнитель». Победитель 10-го сезона телеконкурса талантов American Idol (25 мая 2011 года).

## Биография
Родился 9 октября 1993 года в США (Garner, Северная Каролина), мать Judy (née Cooke) и отец Michael McCreery. Его родители первоначально планировали назвать сына Evan, но изменили своё мнение по пути в госпиталь. Скотти на четверть пуэрториканец; его отец, системный аналитик из Schneider Electric, родился в городе Агуадилья (Пуэрто-Рико), его отец американский солдат, который там служил, а мать пуэрториканка родом из Сан-Хуана. Мать Скотти работает агентом по недвижимости в Fonville Morisey. Она также владеет собственным салоном-солярием в (Clayton, Северная Каролина), названным At the Beach. Скотти имеет старшую сестру Ashley, которая учится в университете UNC Charlotte. Оба выросли в Garner.
Скотти хритианин. Обучался в высшей школе Garner Magnet High School, окончил её в 2012 году и затем поступил в Университете штата Северная Каролина в городе Роли (Северная Каролина). Хотя он на четверть пуэрториканец, певец не говорит на испанском языке, но жалеет, что в детстве не обучался этому. В сентябре 2017 года он сделал предложение своей давней подруге Gabi Dugal. Они планируют пожениться в 2018 году.

### 2020—2022
23 сентября 2020 года вышел трек «You Time», который стал ведущим синглом с пятого студийного альбома Same Truck, изданного 17 сентября 2021 года. «You Time» достиг позиции № 1 в чарте Country Airplay (Billboard), став четвёртым чарттоппером в карьере Маккрири. 18 октября 2021 года вышел второй сингл «Damn Strait».

## Дискография
Дискография Скотти Маккрири включает, в том числе, следующие релизы:

### Студийные альбомы
- Clear as Day (№ 1 в US Country, 2011)
- Christmas with Scotty McCreery (№ 2 в US Country, 2012)
- See You Tonight (№ 1 в US Country, 2013)
- Seasons Change (№ 1 в US Country, 2018)
- Same Truck (№ 1 в US Country, 2021)
- Rise & Fall (2024)

## Награды и номинации
Награждён американским орденом Order of the Long Leaf Pine в 2017 году. Певец принимал эту награду на сцене во время выступления в Grand Ole Opry в Нашвилле, штат Теннесси. Орден Order of the Long Leaf Pine это высшая гражданская награда Штата Северная Каролина. Он был выдвинут на эту награду уходящим в отставку губернатором Патриком Маккрори и награждён новым губернатором Роем Купером.
| Год  | Организация                     | Категория                                    | Победитель               | Результат | Ссылка |
| ---- | ------------------------------- | -------------------------------------------- | ------------------------ | --------- | ------ |
| 2011 | Teen Choice Awards 2011         | Choice Music: Breakout Artist                | Scotty McCreery          | Номинация |        |
| 2011 | American Country Awards         | Artist of the Year: New Artist               | Scotty McCreery          | Победа    | [ 22 ] |
| 2012 | Academy of Country Music Awards | Best New Artist                              | Scotty McCreery          | Победа    | [ 23 ] |
| 2012 | Billboard Music Awards          | Top New Artist                               | Scotty McCreery          | Номинация |        |
| 2012 | Billboard Music Awards          | Top Country Album                            | Clear as Day             | Номинация |        |
| 2012 | CMT Music Awards                | USA Breakthrough Video of the Year           | «The Trouble with Girls» | Победа    | [ 24 ] |
| 2012 | MusicRow Awards                 | Breakthrough Artist                          | Scotty McCreery          | Номинация |        |
| 2012 | Teen Choice Awards 2012         | Choice Male Country Artist                   | Scotty McCreery          | Номинация |        |
| 2012 | Teen Choice Awards 2012         | Choice TV: Male Reality Star (American Idol) | Scotty McCreery          | Номинация |        |
| 2013 | American Country Awards         | Artist of the Year: Breakthrough Artist      | Scotty McCreery          | Победа    | [ 25 ] |
| 2015 | BMI Country Awards              | Top 50 Songs                                 | «See You Tonight»        | Победа    | [ 26 ] |
| 2018 | BMI Country Awards              | Top 50 Songs                                 | «Five More Minutes»      | Победа    | [ 27 ] |
| 2019 | BMI Country Awards              | Top 50 Songs                                 | «This Is It»             | Победа    | [ 28 ] |